# Uchaux
Uchaux település Franciaországban, Vaucluse megyében. Lakosainak száma 1702 fő (2022. január 1.). Uchaux Rochegude, Lagarde-Paréol, Mondragon, Mornas, Orange, Piolenc és Sérignan-du-Comtat községekkel határos.

## Népesség
A település népessége az elmúlt években az alábbi módon változott:
| Lakosok száma | 1386 | 1480 | 1582 | 1671 | 1649 | 1657 | 1666 | 1674 | 1688 | 1702 |
|               | 2010 | 2013 | 2015 | 2016 | 2017 | 2018 | 2019 | 2020 | 2021 | 2022 |